# Episodi di Alcoa Presents: One Step Beyond (terza stagione)
La terza stagione della serie televisiva Alcoa Presents: One Step Beyond è stata trasmessa in anteprima negli Stati Uniti d'America dalla ABC tra il 30 agosto 1960 e il 4 luglio 1961.
| nº | Titolo originale        | Titolo italiano | Prima TV USA      | Prima TV Italia |
| -- | ----------------------- | --------------- | ----------------- | --------------- |
| 1  | Tidalwave               |                 | 30 agosto 1960    |                 |
| 2  | Anniversary of a Murder |                 | 27 settembre 1960 |                 |
| 3  | The Death Waltz         |                 | 4 ottobre 1960    |                 |
| 4  | The Return              |                 | 11 ottobre 1960   |                 |
| 5  | If You See Sally        |                 | 18 ottobre 1960   |                 |
| 6  | Moment of Hate          |                 | 25 ottobre 1960   |                 |
| 7  | To Know the End         |                 | 1º novembre 1960  |                 |
| 8  | The Trap                |                 | 15 novembre 1960  |                 |
| 9  | The Voice               |                 | 22 novembre 1960  |                 |
| 10 | The Promise             |                 | 29 novembre 1960  |                 |
| 11 | Tonight at 12:17        |                 | 6 dicembre 1960   |                 |
| 12 | Where Are They?         |                 | 13 dicembre 1960  |                 |
| 13 | Legacy of Love          |                 | 20 dicembre 1960  |                 |
| 14 | Rendezvous              |                 | 27 dicembre 1960  |                 |
| 15 | The Executioner         |                 | 3 gennaio 1961    |                 |
| 16 | The Last Round          |                 | 10 gennaio 1961   |                 |
| 17 | Dead Man's Tale         |                 | 17 gennaio 1961   |                 |
| 18 | The Sacred Mushroom     |                 | 24 gennaio 1961   |                 |
| 19 | The Gift                |                 | 31 gennaio 1961   |                 |
| 20 | Person Unknown          |                 | 7 febbraio 1961   |                 |
| 21 | Night of Decision       |                 | 21 febbraio 1961  |                 |
| 22 | The Stranger            |                 | 28 febbraio 1961  |                 |
| 23 | Justice                 |                 | 7 marzo 1961      |                 |
| 24 | The Face                |                 | 14 marzo 1961     |                 |
| 25 | The Room Upstairs       |                 | 21 marzo 1961     |                 |
| 26 | Signal Received         |                 | 4 aprile 1961     |                 |
| 27 | The Confession          |                 | 11 aprile 1961    |                 |
| 28 | The Avengers            |                 | 25 aprile 1961    |                 |
| 29 | The Prisoner            |                 | 2 maggio 1961     |                 |
| 30 | Blood Flower            |                 | 16 maggio 1961    |                 |
| 31 | The Sorcerer            |                 | 23 maggio 1961    |                 |
| 32 | The Villa               |                 | 6 giugno 1961     |                 |
| 33 | Midnight                |                 | 13 giugno 1961    |                 |
| 34 | The Tiger               |                 | 20 giugno 1961    |                 |
| 35 | Nightmare               |                 | 27 giugno 1961    |                 |
| 36 | Eyewitness              |                 | 4 luglio 1961     |                 |